# يوسوكي ساتو
يوسوكي ساتو (باليابانية: 佐藤 悠介) (مواليد 2 نوفمبر 1977)، هو لاعب كرة قدم ياباني سابق كان يلعب كلاعب وسط.

## وصلات خارجية
- يوسوكي ساتو على موقع رابطة كرة القدم اليابانية للمحترفين (اليابانية)
- يوسوكي ساتو على موقع قاعدة بيانات كرة القدم.إي يو (الإنجليزية)
- يوسوكي ساتو على موقع Soccerway.com (الإنجليزية)
- يوسوكي ساتو على موقع عالم كرة القدم.نت (الإنجليزية)
- يوسوكي ساتو على موقع كووورة